# Keisuke Hada
Keisuke Hada (japanisch 羽田 敬介 Hada Keisuke; * 20. Februar 1978 in der Präfektur Ehime) ist ein ehemaliger japanischer Fußballspieler.

## Karriere
Hada erlernte das Fußballspielen in der Schulmannschaft der Minamiuwa High School. Seinen ersten Vertrag unterschrieb er 1996 bei den Shimizu S-Pulse. Der Verein spielte in der höchsten Liga des Landes, der J1 League. Für den Verein absolvierte er 26 Erstligaspiele. 2004 wechselte er zum Ligakonkurrenten Cerezo Osaka. Für den Verein absolvierte er vier Erstligaspiele. 2005 wechselte er zum Drittligisten Ehime FC. 2005 wurde er mit dem Verein Meister der Japan Football League und stieg in die J2 League auf. Für den Verein absolvierte er 42 Ligaspiele. Ende 2007 beendete er seine Karriere als Fußballspieler.

## Erfolge
Shimizu S-Pulse
- J1 League

Vizemeister: 1999
- J.League Cup

Sieger: 1996
Finalist: 2001
- Kaiserpokal

Sieger: 1998
Finalist: 2000